# Wodnica
Wodnica (deutsch Hohenstein) ist ein Dorf im Powiat Słupski (Kreis Stolp) der polnischen Woiwodschaft Pommern.

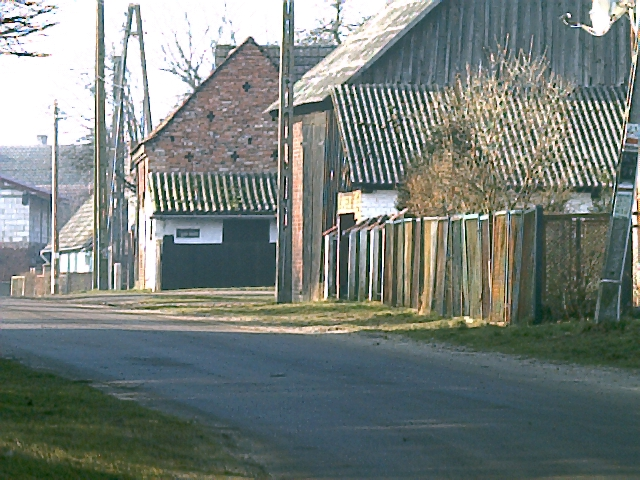
Dorfbild (2006)

## Geographische Lage
Das Dorf liegt in Hinterpommern, am linken Ufer der Stolpe, etwa drei Kilometer südlich der an der Ostsee gelegenen Hafenstadt Ustka (Stolpmünde).

## Geschichte
Das Dorf Hohenstein wird in einer Kaufurkunde von 1337 erwähnt und ist wahrscheinlich im 14. Jahrhundert auf dem Grund und Boden der beiden Stolper Stadtgüter Arnshagen und Stolpmünde gegründet worden. Es wurde in Form eines Zeilendorfs angelegt. Vorbesitzer der Ländereien war Jesco von Schlawe aus dem Hause der Swenzonen gewesen, von dem der Magistrat der Stadt Stolp diese käuflich erworben hatte. Um 1709 wurde Hohenstein von der Pest heimgesucht.
Die Bauern von Hohenstein waren ursprünglich Zinspacht-Bauern, die ihre Höfe vom Magistrat der Stadt Stolp auf Zeit gepachtet hatten. Im Jahr 1768 gab es in Hohenstein 17 Landwirte. Etwa um 1776 erwarben einige Bauern ihre Höfe in Erbpacht. Um 1784 gab es in Hohenstein elf Vollbauern und einen dazugekauften Bauernhof, einen Halbbauern, vier Büdner, einen Schulmeister und insgesamt 19 Haushaltungen. Nach der Bauernbefreiung wurden die Bauernhöfe 1820 freies Eigentum der Bauern. Im Jahr 1847 wurde die sogenannte Gemeinheitsteilung, d. h. die Aufteilung der bis zu diesem Zeitpunkt gemeinschaftlich genutzten Weiden und Waldungen, durchgeführt. Aus den entsprechenden Urkunden geht hervor, dass seit 1784 Bauernstellen geteilt worden waren, und zwar gab es nun nur noch fünf Vollbauern, dagegen aber 13 Halbbauern.
Bereits vor 1870 verfügte Hohenstein über einen Reedeplatz für ein Segelschiff. 1910 wurde die Anschluss-Strecke an die Stolper Chaussee gepflastert, 1913 erhielt Hohenstein elektrisches Licht, 1931 einen Sportplatz, 1934 einen Löschwasserteich und schließlich auch eine Haltestelle an der Eisenbahnlinie Stolp – Stolpmünde.
Ein Schulhaus in Hohenstein wird erstmals 1787 genannt. Das Patronat über die Schule übte bis 1908 der Magistrat der Stadt Stolp aus. Im Jahr 1844 wurde ein neues Schulhaus gebaut. Das Schulgebäude, das vor 1945 benutzt wurde, stammte aus dem Jahr 1911. Die Schule war 1932 einstufig. Ein Lehrer unterrichtete zur damaligen Zeit rund 50 Schulkinder. Letzter deutscher Lehrer in Hohenstein war Wilhelm Pinz († ca. 1946/47 in Naugard im Gefängnis), der sein Lehramt jahrzehntelang vorbildlich wahrgenommen hatte und der sowohl in der Gemeinde Hohenstein als auch bei der Stolper Schulbehörde in hohem Ansehen stand.
Vor 1945 gehörte Hohenstein zum Landkreis Stolp im Regierungsbezirk Köslin der Provinz Pommern. Die Gemeindefläche war 6,5 km² groß, und Hohenstein war der einzige Wohnort in der Gemeinde. Im Jahr 1925 standen in Hohenstein 55 Wohngebäude, und es wurden 70 Haushaltungen und 361 Einwohner gezählt. Im Jahr 1939 gab es in der Gemeinde Hohenstein 61 landwirtschaftliche Betriebe.
Als gegen Ende des Zweiten Weltkriegs die Rote Armee näherrückte, wurde Hohenstein in den Morgenstunden des 8. März 1945 auf Anordnung des Stolper Landratsamts geräumt. Der Treck zog in Richtung Arnshagen – Nesekow. Sechs Dorfbewohnern gelang die Flucht von Stolpmünde aus mit dem Schiff. Die anderen Dorfbewohner wurden von den sowjetischen Truppen eingeholt und mussten umkehren. Gleich am ersten Tag gab es unter den Zivilisten mehrere Tote. Am 6. Oktober 1945 übernahm Polen das Dorf. Alle Dorfbewohner wurden später vertrieben. Eine große Vertreibungsaktion fand am 23. November 1946 statt.
Später wurden in der BRD 138 und in der DDR 120 Dorfbewohner aus Hohenstein ermittelt.
In dem Dorf wohnen heute etwa 350 Personen.

### Gemeinde-Oberhäupter bis 1945
Einige Oberhäupter der Gemeinde Hohenstein seit dem 16. Jahrhundert sind namentlich bekannt. Bis zum Ende des 19. Jahrhunderts waren es Freischulzen. Letzter Freischulze in Hohenstein war Jakob Friedrich Granzow († 1897). Nach den Freischulzen bekleidete der Gemeindevorsteher das höchste Amt der Gemeinde. Auf ihn folgte 1934 der Bürgermeister. Gemeinde-Oberhäupter in Hohenstein vor 1945 waren:
- Jacob Bodeker, erwähnt 1544
- Tewes Boddeker, erwähnt 1589/90
- Tewes Boddeker († 1662)
- Peter Bödker († 1693)
- Tewes Bödker († 1708)
- Michael Bödker († 1741)
- Peter Bötker († 1745)
- Tewes Bötker († 1768)
- Jacob Grantzow († 1797)
- Jakob Granzow († 1856)
- Carl Granzow
- Jakob-Friedrich Granzow († 1897)
- Johann Küttner, bis 1904
- Johann Seils, 1904–1923
- Richard Seils, 1923–1945 (vor 1934 Gemeindevorsteher, danach Bürgermeister)

### Kirchspiel
Die bis 1945 anwesenden Dorfbewohner waren ganz überwiegend evangelisch. 1925 hatte Hohenstein einen Bewohner katholischer Konfession. Hohenstein gehörte zum Kirchspiel Arnshagen und damit zum Kirchenkreis Stolp-Stadt.